# 奥尔登堡地区洛讷
奥尔登堡地区洛讷，简称洛讷（德語：Lohne，發音：[ˈloːnə] ⓘ），是德国下萨克森州费希塔县的城市，面积91.11平方千米，2023年12月31日人口为27,949人。

## 友好城市
奥尔登堡地区洛讷与以下城市结为友好城市：
- 法國 里克赛姆（1987年）
- 波蘭 緬濟萊謝（2010年）